# 42 pr. n. št.
42 pr. n. št. je bilo po julijanskem koledarju navadno leto, ki se je začelo na ponedeljek, torek ali sredo, ali pa prestopno leto, ki se je začelo na torek (različni viri navajajo različne podatke). Po proleptičnem julijanskem koledarju je bilo navadno leto, ki se je začelo na torek.
V rimskem svetu je bilo znano kot leto sokonzulstva Lepida in Planka, pa tudi kot leto 712 ab urbe condita.
Oznaka 42 pr. Kr. oz. 42 AC (Ante Christum, »pred Kristusom«), zdaj posodobljeno v 42 pr. n. št., se uporablja od srednjega veka, ko se je uveljavilo številčenje po sistemu Anno Domini.

## Dogodki
- 3. in 23. oktober – bitka pri Filipih, v kateri sta Oktavijan in Mark Antonij premagala vojsko Cezarjevih morilcev Marka Junija Bruta in Gaja Kasija Longina

## Rojstva
- Tiberij, rimski cesar († 37 n. št.)

## Smrti
- Mark Junij Brut, rimski senator in politik in eden od Cezarjevih morilcev (* 85 pr. n. št.)